# Fagor (equipo ciclista francés)
El equipo Fagor fue un equipo ciclista francés que compitió profesionalmente entre el 1985 y 1989. No se tiene que confundir con el equipo español también llamado Fagor.

## Corredor mejor clasificado en las Grandes Vueltas
| Año  | Giro de Italia          | Tour de Francia           | Vuelta a España    |
| ---- | ----------------------- | ------------------------- | ------------------ |
| 1985 | -                       | 21.º Pierre Bazzo         | 15.º Pierre Bazzo  |
| 1986 | 10.º Pedro Muñoz Machín | 19.º Jean-Claude Bagot    | -                  |
| 1987 | 18.º Pedro Muñoz Machín | 17.º Jean-René Bernaudeau | 22.º Martin Earley |
| 1988 | -                       | 39.º Jean-Claude Bagot    | 6.º Robert Millar  |
| 1989 | 9.º Stephen Roche       | 31.º John Carlsen         | -                  |

## Palmarés
Para palmarés completo, véase Anexo:Palmarés del Fagor

### En las grandes vueltas
- Vuelta a España
  - 3 participaciones (1985, 1987, 1988)
  - 4 victorias de etapa:
    - 1 el 1985: Alfons De Wolf
    - 3 el 1988: Sean Yates, Johnny Weltz, Malcolm Elliott

  - 2 clasificación secundaria:
    - Clasificación de Jóvenes: Johnny Weltz (1987)
    - Clasificación de los esprints especiales: Henri Abadie (1987)

- Tour de Francia
  - 5 participaciones (1985, 1986, 1987, 1988, 1989)
  - 4 victorias de etapa:
    - 2 el 1986: Frank Hoste, Alfons De Wolf
    - 2 el 1988: Sean Yates, Johnny Weltz

  - 0 clasificación secundaria:

- Giro de Italia
  - 3 participaciones (1986, 1987, 1989)
  - 5 victoria de etapa:
    - 2 el 1986: Martin Earley, Pedro Muñoz Machín
    - 2 el 1987: Jean-Claude Bagot, Robert Forest
    - 1 el 1989: John Carlsen

  - 2 clasificación secundaria:
    - Gran Premio de la montaña: Pedro Muñoz Machín (1986)
    - Clasificación por equipos: (1989)

## Principales ciclistas del Fagor
Para las plantillas completas, véase Plantillas del Fagor
- Jean-Claude Bagot
- Jean-René Bernaudeau
- Éric Caritoux
- John Carlsen
- Robert Forest
- Éric Guyot
- Vincent Lavenu
- Francis Moreau
- Eddy Schepers
- Régis Simon
- Stephen Roche
- Sean Yates